# آلان بایا
آلان بایا (به پرتغالی: Alan Pereira Costa) هافبک اهل برزیل است که در شهر Itabuna و در تاریخ ۱۴ ژانویهٔ ۱۹۸۳ به دنیا آمده‌است.
آلان بایا در تیم‌های فوتبال Atlético Paranaense سابقهٔ حضور دارد.